# Lepturges multilineatus
Lepturges multilineatus là một loài bọ cánh cứng trong họ Cerambycidae.